# Operators Manual
Operators Manual è un album del gruppo punk rock inglese Buzzcocks, pubblicato nel 1991 dalla I.R.S. Records.

## Tracce
1. Orgasm Addict – 2:02
2. What Do I Get? – 2:55
3. I Don't Mind – 2:19
4. Autonomy – 3:50
5. Fast Cars – 2:31
6. Get on Our Own – 2:30
7. Sixteen – 3:46
8. Fiction Romance – 4:33
9. Love You More – 1:50
10. Noise Annoys – 2:52
11. Ever Fallen in Love (With Someone You Shouldn't've) – 2:42
12. Operators Manual – 3:34
13. Nostalgia – 2:55
14. Walking Distance – 2:02
15. Nothing Left – 4:28
16. ESP – 4:39
17. Promises – 2:36
18. Lipstick – 2:37
19. Everybody's Happy Nowadays – 3:12
20. Harmony in my Head – 3:09
21. You Say You Don't Love Me – 2:53
22. I Don't Know What to Do with My Life – 2:44
23. I Believe – 7:08
24. Are Everything – 3:35
25. Radio Nine – 0:43